# Марка (акционерное общество)
Акционерное общество «Марка» (до 2016 — ФГУП Издательско-торговый центр «Марка») осуществляет издание и распространение знаков почтовой оплаты — почтовых марок, буклетов, художественных маркированных конвертов, маркированных карточек, телеграфных бланков, конвертов первого дня и почтовых штемпелей специального гашения. В перечень выпускаемой продукции также входят открытки и филателистические наборы.

## История
История компании «Марка» начинается с 1857 года, когда при главпочтамте была основана Марочная экспедиция и издан циркуляр Почтового департамента «О введении почтовых марок для всеобщего пользования, тогда же в некоторых губерниях поступили в продажу первые марки, и с 1 января 1858 года, началось их официальное применение для оплаты простой письменной корреспонденции на территории России. Изготовление знаков почтовой оплаты велось Экспедицией Заготовления Государственных Бумаг (ныне – АО «Гознак»). АО «Гознак» и сейчас является партнёром АО «Марка» по производству маркированной продукции.

## Руководство
Генеральный директор — Артём Валерьевич Адибеков.

## Описание
Продукция АО «Марка» отражает многонациональное государственное устройство Российской Федерации, культурное и историческое наследие народов, проживающих на её территории, основные события внутренней и международной жизни, достижения человечества во всех областях знаний, богатый животный и растительный мир нашей страны. Исключительно важное значение уделяется как дизайну продукции с точки зрения художественного исполнения, так и внедрению новейших технологий в области полиграфии. На АО «Марка» также возложено изготовление специальных почтовых штемпелей, имеющих оригинальное внешнее оформление: рисунок и дополнительный памятный текст. 

## Распространение филателистической продукции
Филателистическая продукция распространяется через отделения почтовой связи и специализированные филателистические магазины по всей стране. Это означает, что все виды продукции доступны в самых отдалённых уголках нашей необъятной Родины. Каждый желающий может по достоинству оценить качество почтовых миниатюр и с их помощью приобщиться к огромному пласту отечественной культуры.

## Всемирная ассоциация по развитию филателии
В 2012 году на XXV Всемирном почтовом конгрессе по результатам выборов нового состава руководящих органов Российская Федерация была избрана председателем Всемирной ассоциации по развитию филателии (ВАРФ). Исполнение поставленных задач было возложено на ФГУП Издатцентр «Марка» (ныне — АО «Марка»). Это событие свидетельство того, что всё мировое сообщество признало Россию лидером в этой сфере. На протяжении нескольких лет Россия занимается организацией всей деятельности ВАРФ — проведением конференций, круглых столов, заседаний рабочих групп, выставок почтовых администраций.

## Журнал «Филателия»
На протяжении многих лет АО «Марка» издавало популярный печатный ежемесячный журнал «Филателия» с Приложением, на страницах которого публиковалась информация о ГЗПО Российской Федерации, рецензии на новые российские и зарубежные каталоги, монографии, исследования российских и зарубежных филателистов и другая информация о крупнейших филателистических выставках и почтовых музеях. Журнал неоднократно получал высокие награды в конкурсном классе «Филателистическая литература» на всемирных, международных и всероссийских филателистических выставках. С 1 августа 2019 года журнал «Филателия» выходит в электронном виде. 

## Каталоги ГЗПО
Ежегодно АО «Марка» готовит к выпуску — каталоги государственных знаков почтовой оплаты, которые представляют собой многотомное описание изданных почтовых марок, блоков, маркированных конвертов, карточек и другой почтовой продукции, построенное в хронологическом порядке. Издание интересно как коллекционерам и специалистам, так и любителям истории и искусства. Востребованность, актуальность и высокое качество каталогов отмечены не только нашими соотечественниками, но и представителями международного сообщества филателистов. Каталоги удостоены наград самого высокого ранга на Всемирных филателистических выставках.
Каталоги удостоены наград самого высокого ранга на российских и всемирных филателистических выставках; всего получено более 20 золотых и серебряных медалей.

## Международное сотрудничество
Одним из важных направлений деятельности АО «Марка» является осуществление совместных почтовых выпусков с различными странами. Подобные проекты способствуют развитию интереса к почтовым маркам России у коллекционеров из других стран, а также созданию благоприятного имиджа Российской Федерации на международной арене. К настоящему времени осуществлены совместные выпуски почтовых марок с Австралией, США, Швецией, Финляндией, Данией, Швейцарией, Китаем, Кипром, Бельгией, Румынией, Кубой, Болгарией, Белоруссией, Испанией, Италией, Аландскими островами (Финляндия) и другими странами.
В своей деятельности АО «Марка» поддерживает тесные контакты с зарубежными партнёрами, занимающимися изданием почтовых марок, осуществляет экспорт и импорт филателистической продукции.
Активная позиция предприятия и его участие в международных форумах и выставках, посвящённых вопросам издания почтовых марок и филателии в целом, стали основой для его участия в работе международных организаций. АО «Марка» участвует в Административном совете Международной ассоциации издателей каталогов, а также во Всемирной ассоциации развития филателии, действующей в рамках Всемирного почтового союза.
Одним из приоритетных направлений в деятельности АО «Марка» является развитие филателии. В связи с этим координируется работа с Союзом филателистов России и его региональными отделениями. 

## Награды
Российские марки занимают призовые места на всемирных и международных конкурсах, а также крупнейших филателистических выставках и форумах:
- почтовый блок «Историко-культурное наследие России. Музей деревянного зодчества и народного искусства „Малые Карелы“» по итогам XI Китайского ежегодного конкурса-голосования за лучшую зарубежную марку награждён специальным призом экспертов за лучшее качество печати (Пекин, 2012);
- в рамках выставки «Planet Timbers» почтовая марка «Визит в Россию» победила в конкурсе на лучшую марку по программе «Европа 2012» (Париж, 2012);
- по программе «Европа» российские марки дважды становились победителями конкурса: в 2012 году — марка «Визит в Россию», в 2015 году — марка «Игрушки».

Центр «Марка» организовал и провёл Всемирную филателистическую выставку «Москва-97». В 2007 году была организована и проведена Всемирная филателистическая выставка «Санкт-Петербург — 2007».